# Mantillica sialidea
Mantillica sialidea är en bönsyrseart som beskrevs av John Obadiah Westwood 1889. Mantillica sialidea ingår i släktet Mantillica och familjen Thespidae. Inga underarter finns listade i Catalogue of Life.